# نیوتن، شهرستان واباش، ایندیانا
نیوتن (به انگلیسی: Newton) یک منطقهٔ مسکونی در ایالات متحده آمریکا است که در ایندیانا واقع شده‌است. نیوتن ۲۳۱٫۹۶ متر بالاتر از سطح دریا واقع شده‌است.